# Spirit (revista)
The Spirit fue el título de una revista de cómic estadounidense de Warren Publishing dedicada a la reedición de la serie The Spirit de Will Eisner, a partir de abril de 1974. Desde su número 17, de diciembre de 1977, hasta el 41, en 1983, fue continuada por Kitchen Sink Press.
Su versión española, dirigida por Pedro Guirao y editada por Garbo a partir de 1975, con 30 números publicados y un formato de 28 x 21 cm, llegó a ser mucho más variada:
| Números | Título             | Guion              | Dibujo             | Tipo |
| ------- | ------------------ | ------------------ | ------------------ | ---- |
| 1-      | The Spirit         | Will Eisner        | Will Eisner        |      |
| 19-     | Géminis            | Carlos Echevarría  | Alfonso Font       |      |
|         | Eric Keller        | Enric Badía Romero | Enric Badía Romero |      |
|         | Billy Press        | Rafael Méndez      | Rafael Méndez      |      |
| 26      | Robny el vagabundo | Joan Boix          | Joan Boix          |      |
|         | Justicia S.A.      |                    |                    |      |